# Labidostomis shirazicus
Labidostomis shirazicus is een keversoort uit de familie bladkevers (Chrysomelidae). De wetenschappelijke naam van de soort werd in 1979 gepubliceerd door Lopatin.